# Maros-ártér

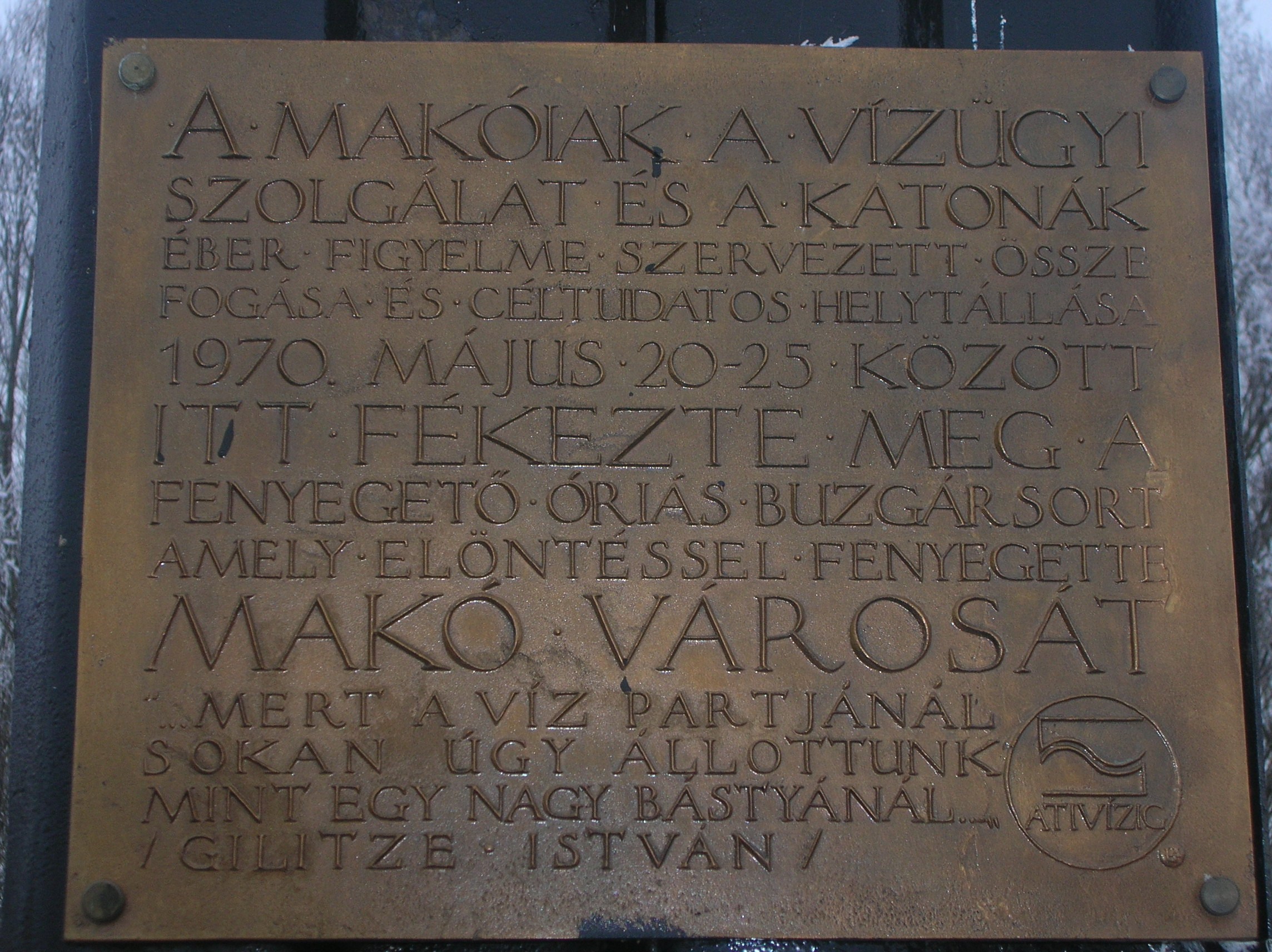
Az emlékműn található felirat

A Makó-Landori Erdő hivatalos elnevezése szerint Maros-ártér, a Körös–Maros Nemzeti Park területét képezi, annak hét törzsterületének egyike, melyet 421 hektáros területével 1990-ben nyilvánított védett területté a 6/1990. (III.31.) KVM rendelet. Ezen terület őrzi a Maros hullámterében lévő hajdani keményfás ligeterdők flóráját és faunáját, mely eltér mind a középső-, mind a déli tiszai árterek erdőtársulásaitól. Az erdők területe továbbá fontos kapu, kilométereken át jelent élőhelyi kapcsolatot az erdélyi és a bánáti fajok között. Védetté nyilvánításának oka, továbbá, hogy szaporodó-, táplálkozó-, vonuló- és pihenőhelyet biztosítsanak a puszták, az ártéri erdők és a köztük lévő gyepek állatvilágának, valamint, hogy megőrizzék ökológiai folyosói szerepét, melyet a Kopáncsi-puszta és a Maros-völgy életében tölt be. Illetve számos madárfaj vonulásában tölt be jelentős szerepet, ilyen a gatyás ölyv vagy az őrgébics.
Az erdőt tölgy-szil-kőrisliget alkotja, állatvilágát, pedig főleg ízeltlábúak és puhatestűek alkotják, de állománya gazdag halakban és énekesmadarakban is, található holló, kabasólyom, vörös vércse, vízityúk, karvaly, kuvik, szalakóta, búbos banka, gyurgyalag, kis- és nagyfakopáncs, fekete harkály, ökörszem, fakusz, őszapó, és a függőcinege populáció is említésre méltó.

## A Maros ártér
A Makó-Landori erdők területe az 1990-es védetté nyilvánítás után, az 1999-es bővítések keretében a Maros menti erdők és gyepek részeként a Körös–Maros Nemzeti Park részévé vált. A folyó hullámtere a Magyarországra érkező szakaszától a Tiszába ömléséig terjed, Szeged-Tápéig. Ezt az utat meredek falak, homokzátonyok jellemzik, növényvilági tekintetben füzek, fekete és fehér nyárfák. Természetvédelmi értelemben legnagyobb értékei a hosszan elnyúló fűz- és nyárligeterdők és a közéjük beékelődő keményfás ligeterdők, mint a Makó-Landori erdők, valamint a folyón zajló migráció, amellyel árvizek által sodort élőlények érkeznek a területre.  
| Az erdőket felépítő fafajok                        | Az erdőket felépítő fafajok |
| -------------------------------------------------- | --------------------------- |
| magas kőris, magyar kőris, kocsányos tölgy, szilfa | 75%                         |
| fűzfa, nyárfa, fekete nyár,                        | 15%                         |

## Állatvilág

### Halak
- homoki küllő (Gobio kessleri)
- selymes durbincs (Gymnocephalus schraetzer)
- magyar bucó (Zingel zingel)
- német bucó (Zingel streber)
- sujtásos küsz (Alburnoides bipunctatus)
- kurta baing (Leucaspius delineatus)
- kőfúró csík (Sabanejewia aurata)

### Hüllők
- kecskebéka (Rana esculenta)
- mocsári béka (Rana arvalis)
- barna varangy (Bufo bufo)
- barna ásóbéka (Pelobates fuscus)
- vízisikló (Natrix natrix)
- mocsári teknős (Emys orbicularis)